# اربابان سرزمین
اربابان سرزمین: جنگ بر سر شهرک‌سازی اسرائیل در سرزمین‌های اشغالی، ۱۹۶۷–۲۰۰۷ (به انگلیسی: Lords of the Land) توسط ایدیت زرتال و آکیوا الدار(شابک ‎۱-۵۶۸۵-۸۳۷۰-۲) کتابی است که توضیح می‌دهد چگونه اسرائیل در حال تغییر فرمول جمعیتی فعلی در سرزمین‌های اشغالی از طریق شهرک سازی بیشتر در زمین‌های اشغالی و مجبور کردن فلسطینی‌ها به دور شدن و فرار است. این اثر اولین بار سال ۲۰۰۵ به زبان عبری توسط انتشارات دویر اسرائیل منتشر شد، سپس توسط ویویان ادن به انگلیسی ترجمه و توسط انتشارات نیشن منتشر شد و در نیویورک ریویو آو بوکز و نیویورک تایمز و نقد کتاب لندن بررسی شد.